# Casa Albastră din Sibiu
Casa Albastră din Sibiu este situată în Piața Mare, nr. 5, lângă Palatul Brukenthal. Clădirea datează din secolul al XV-lea, însă actuala denumire i-a fost atribuită în anul 1819. Este realizată în stil baroc târziu. Fațada, organizată pe înălțimea a două etaje, este dominată de atica triunghiulară decorată cu stema Sibiului.
Unele detalii din interiorul monumentului - pasajul boltit în cruce, câteva ancadramente gotice târzii, păstrate fragmentar și încastrate în ziduri, bolțile încăperilor de la parter - denotă o vechime mult mai mare a acestuia.De-a lungul timpului, clădirea a suferit o serie de intervenții, astfel încât, în afara puținelor elemente conservate, nu prezintă un interes deosebit.
Corpul din spate al imobilului a găzduit între anii 1768-1783, când aceasta s-a aflat în proprietatea baronului von Moringer, spectacole de teatru, pentru ca, un secol mai târziu să servească Academiei de Drept, înființată în anul 1844, iar după câțiva ani să devină sediul Societății de Științe Naturale (1858-1862). La mijlocul secolului al XIX-lea, aici a funcționat și magazinul de confecții “La ducele de Reichstadt”.
În prezent, interiorul clădirii adăpostește sectoare ale Muzeului Național Brukenthal.